# Asseln (Lichtenau)
Asseln ist ein nördlicher Stadtteil von Lichtenau in Nordrhein-Westfalen, Deutschland und gehört zum Kreis Paderborn. Asseln ist außerdem ein Teil der Region Bürener Land.

## Geografie

### Nachbarorte
An Asseln grenzen im Uhrzeigersinn und beginnend im Süden die Lichtenauer Stadtteile Hakenberg, Lichtenau, Grundsteinheim, Iggenhausen, Herbram und Herbram-Wald. Die östliche Ortschaftsgrenze ist gleichzeitig Lichtenauer Stadtgrenze und die Kreisgrenze des Kreises Paderborn gegen den Kreis Höxter. Hier folgt der Bad Driburger Stadtteil Neuenheerse.

### Klima
Asseln gehört wie Ostwestfalen-Lippe insgesamt zum ozeanischen Klimabereich Nordwestdeutschlands, dem es geringe Temperaturgegensätze und milde Winter verdankt. Allerdings sind schon kontinentale Einflüsse wirksam. So liegt die Temperatur im Sommer höher und die Nächte sind kühler als in größerer Nähe zur Küste. Die Lage am Rand des Eggegebirges bedingt ein submontanes Klima der Mittelgebirgsstufe mit kühleren Temperaturen und höherem Niederschlag als in anderen Lagen des Kreisgebiets.

## Geschichte

### Vorgeschichte
Im Grenzbereich zum Nachbarort Herbram liegt ein bronzezeitliches Hügelgräberfeld. 12 der 16 Hügelgräber liegen im Asseler Wald.

### Ersterwähnung
Das Alter Asselns ist nicht bekannt, die ersten Erwähnungen führen in das frühe 11. Jahrhundert. Ein Folkmar übertrug mit Zustimmung seiner Brüder Wirinhard und Nithing, dem späteren Paderborner Dompropst, dem Bischof Meinwerk zwei Güter in Holtheim und Asseln. In dieselbe Zeit fallen Erwähnungen des Grafen Ekkiko von Asseln („Ekkika de Aslan“), eines Paderborner Lehngrafen im Almegau. Asseln ist dabei eine Herkunfts- und noch keine Familienbezeichnung.

### Grundherrschaft
Unter den kirchlichen Besitztümern, mit deren Zehnten Bischof Meinwerk 1036 das Busdorfstift in Paderborn ausstattete, wird Asseln als Vorwerk der Villikation Bekena erwähnt.
1447 kaufen die Herren von Oeynhausen die Paderborner Lehnsgüter der aussterbenden Herren von Herse von Dietrich von Herse, darunter ein Drittel des Dorfes Asseln.

### Kirche
Der Ort gehörte zunächst der Pfarrei Kerktorp, der Urpfarrei des Soratfelds an, die im 14. Jahrhundert nach Lichtenau verlegt wurde. 1616 wurde in Asseln eine Kapelle gebaut und 1660 wurde Asseln abgepfarrt. 1756 wurde die alte Kapelle durch eine größere Pfarrkirche ersetzt, die wiederum 1906/07 durch die heutige Pfarrkirche St. Johannes Enthauptung abgelöst wurde. Das Patrozinium wurde dabei übernommen.

### Verwaltungsgeschichte
Asseln gehörte bis zu den Napoleonischen Kriegen zum Hochstift Paderborn. Im Königreich Westphalen bildete der Ort von 1807 bis 1813 eine Gemeinde im Kanton Lichtenau im Departement der Fulda. 1816 kam die Gemeinde Asseln zum neuen Kreis Büren, in dem sie zum Amt Lichtenau gehörte. Mit Inkrafttreten des Sauerland/Paderborn-Gesetzes wurden die meisten Gemeinden des Amtes Atteln am 1. Januar 1975 mit den Gemeinden des Amtes Lichtenau und somit auch Asseln zur neuen Stadt Lichtenau zusammengelegt und kamen mit dieser zum Kreis Paderborn. Rechtsnachfolgerin der aufgelösten Ämter Atteln und Lichtenau sowie der Gemeinde Asseln ist die Stadt Lichtenau.

## Gebäude
Sehenswert ist die denkmalgeschützte Kirche St. Johannes Enthauptung.

## Politik
Ortsvorsteher von Asseln ist Jörg Waltemate.

## Windpark
In der Nähe der Ortschaft befindet sich der im Jahr 1998 fertiggestellte, 68 Windenergieanlagen umfassende Windpark Asseln.